# Hans Karl Friedrich
Hans Karl Friedrich (* 15. Juli 1904 in Darmstadt; † 28. Juli 1985 in Altenberge) war ein deutscher Schauspieler, Hörspielsprecher, Regisseur und Theaterintendant.

## Leben
Friedrich absolvierte seine Schauspielausbildung an der Schauspielschule der Städtischen Bühnen Köln. Nach seinem Bühnendebüt 1925 folgten Engagements in Eisenach, Bielefeld, Münster, Altenburg, am Schauspielhaus Düsseldorf, in Stettin, Darmstadt und an der Berliner Volksbühne. Am 2. Dezember 1937 beantragte er die Aufnahme in die NSDAP und wurde rückwirkend zum 1. Mai desselben Jahres aufgenommen (Mitgliedsnummer 5.622.840). 1943 wurde Friedrich zum Nachfolger Gustav Rudolf Sellners als Intendant des Deutschen Theaters Göttingen berufen. Als das Theater im Herbst 1944 wegen der Verschärfung der Kriegslage geschlossen wurde, wurde Friedrich Soldat. Nach Freilassung aus britischer Kriegsgefangenschaft arbeitete Friedrich als Theaterschauspieler und Regisseur an Bühnen in Lübeck, Bremen, Krefeld, Essen, München, wiederum Münster und Bielefeld, wo er 1977 auch sein 50-jähriges Bühnenjubiläum feierte. Darüber hinaus fungierte Friedrich auch als Lehrer für dramatischen Unterricht in Düsseldorf und Darmstadt.
Während Friedrichs künstlerischer Schwerpunkt zeitlebens auf der Bühne lag, war er in Film- und Fernsehproduktionen ein eher seltener Gast. Er spielte neben Carl-Heinz Schroth im Fernsehfilm Cécile … oder Die Schule der Väter, in Adaptionen von Bühnenvorlagen wie Schillers Kabale und Liebe sowie als „Major Horn“ im Antikriegsfilm 08/15 in der Heimat.
Daneben wirkte Friedrich als Sprecher für zahlreiche Hörfunkproduktionen und lieh als Synchronsprecher seine Stimme unter anderem Ferdy Mayne in Der Mann, der sich selbst nicht kannte.

## Filmografie
- 1949: Gefährliche Gäste
- 1950: Gabriela
- 1950: Des Lebens Überfluß
- 1951: Kommen Sie am Ersten
- 1953: Vergiß die Liebe nicht
- 1953: Unter den Sternen von Capri
- 1955: Ingrid – Die Geschichte eines Fotomodells
- 1955: Kinder, Mütter und ein General
- 1955: Heldentum nach Ladenschluß
- 1955: 08/15 in der Heimat
- 1957: Glücksritter
- 1959: So weit die Füße tragen (TV)
- 1960: Am grünen Strand der Spree; Teil 2: Der General
- 1961: Frédéric Chopin und George Sand (TV)
- 1961: Cancan und Bakarole (TV)
- 1961: Du holde Kunst – Szenen um Lieder von Franz Schubert (TV)
- 1962: Graf Schorschi (TV)
- 1962: The Communist Threat (Kurzfilm)
- 1963: Gelegenheitskauf (Kurzfilm TV)

## Hörspiele
- 1949: Ein Hirtengedicht in unserer Zeit – Regie: Gert Westphal
- 1950: Die Brücke – Regie: Gert Westphal
- 1950: Sonnenfinsternis – Regie: Günter Siebert
- 1950: Du selber bist das Rad – Regie: Gert Westphal
- 1950: Hier bin ich schon einmal gewesen – Regie: Ernst Karchow
- 1950: Der arme Vetter (von Ernst Barlach) – Regie: Hans Arnold
- 1950: Die letzten Menschen – Regie: Gert Westphal
- 1950: Ein Tag wie jeder andere – Regie: Malte Jaeger
- 1950: Der blinde Geronimo und sein Bruder (von Arthur Schnitzler) – Regie: Günter Siebert
- 1950: Wetten, Mister Panne? – Regie: Pawel Matweew
- 1950: Himmel, ich muß zum 8-Uhr-Zug – Regie: Gert Westphal
- 1950: Der schlecht gefesselte Prometheus – Regie: Wilm ten Haaf
- 1950: Der jüngste Tag (von Ödön von Horváth) – Regie: Wolfgang Engels
- 1951: Der große Nachtgesang – Regie: Günter Siebert
- 1953: Helena – Regie: Carl Nagel
- 1953: Josephine antwortet – Regie: Arno Assmann
- 1953: Unternehmen Katharina – Regie: Günter Siebert
- 1954: Der Knecht Jerneij – Regie: Carl Nagel
- 1954: Es waren Hirten auf dem Felde – Regie: Gert Westphal
- 1955: Der Geheimagent – Regie: Ludwig Cremer
- 1955: Du bist schön, meine Freundin – Regie: Ludwig Cremer
- 1956: Ein Lebenswerk (von Gerd Oelschlegel) – Regie: Fränze Roloff
- 1956: Der Bund der Jugend (von Henrik Ibsen) – Regie: Ulrich Lauterbach
- 1956: Der Zöllner Matthäus – Regie: Ulrich Lauterbach
- 1957: Der Feind des Präsidenten – Regie: Ulrich Lauterbach
- 1959: Nocturno – Regie: Günter Siebert
- 1959: Gemachte Leute – Regie: Peter Michael Hamel
- 1960: Die Gläsernen – Regie: Ludwig Cremer
- 1963: Die Harakiri-Serie (von Herbert Asmodi) – Regie: Hans Dieter Schwarze
- 1963: Der Traum des Sultans – Regie: Hans Dieter Schwarze
- 1964: Grenzposten 22 – Regie: Horst Loebe
- 1964: Die kleine Stadt – Regie: Heinz Wilhelm Schwarz
- 1964: Perikles, Fürst von Tyros (von William Shakespeare) – Regie: Werner Hausmann
- 1964: Liebe im Lärm – Regie: Hans Dieter Schwarze
- 1964: Stille Nacht – Regie: Otto Düben
- 1965: Weihnachtserinnerungen (von Dylan Thomas) – Regie: Oswald Döpke
- 1965: Die Wiederkehr des Ovid – Regie: Otto Düben
- 1965: Blödelstedter Würstchen – Regie: Otto Düben
- 1966: Die traurige Geschichte von Friedrich dem Großen (von Heinrich Mann) – Regie: Otto Kurth
- 1966: Vierundachtzig – Regie: Imo Wilimzig
- 1966: Glocken in der Neujahrsnacht (von Dorothy L. Sayers) – Regie: Otto Kurth
- 1967: Wilhelm Meisters theatralische Sendung (von Johann Wolfgang von Goethe) – Regie: Otto Kurth
- 1968: missklang – Regie: Otto Kurth
- 1970: Einen Pfennig dreimal umdrehen – Regie: Fritz Schröder-Jahn
- 1970: Katze bleibt Katze – Regie: Gerd Beermann
- 1971: Haben Sie eine Katze, Herr Kommissar? – Regie: Manfred Brückner
- 1971: Ich bin ganz Ohr – Regie: Günter Siebert
- 1971: Unter Ausschluss der Öffentlichkeit – Regie: Heinz Wilhelm Schwarz
- 1972: Konstruktion einer Heiligen oder Prozeß der Rechtfertigung Jeanne d’Arcs nach dem Jahr 1450 – Regie: Friedhelm Ortmann
- 1973: Haben Sie Hitler gesehen? (von Walter Kempowski) – Regie: Hans Gerd Krogmann
- 1973: Die Schwalbe – Regie: Otto Düben
- 1973: Löwenfutter – Regie: Otto Düben
- 1979: Triptychon (von Max Frisch) – Regie: Walter Adler
- 1980: Der Angstmann – Regie: Walter Adler
- 1980: Majakowski – Regie: Walter Adler
- 1980: Das bunte Leben und der schwarze Tod von Walddorf – Regie: Walter Adler